# Вормсский эдикт

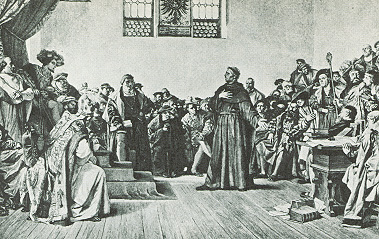
Выступление Лютера на Вормсском рейхстаге 1521 г.

Вормсский эдикт (нем. Wormser Edikt) — указ, изданный императором Священной Римской империи Карлом V 25 мая 1521 года в конце работы Вормсского рейхстага 1521 году, объявивший Мартина Лютера еретиком и преступником и запретивший издание и распространение его трудов. Кроме того Вормсским эдиктом устанавливалось, что предоставление Лютеру убежища или иной помощи также расценивается как преступление против законов империи.
Вормсский эдикт был издан под нажимом папского нунция Джироламо Алеандро, требовавшего решительного искоренения лютеранства в Германии и несмотря на умеренную позицию, занятую большинством членов рейхстага. Мартин Лютер, отлучённый от католической церкви в конце 1520 года, был приглашён на рейхстаг в Вормс и выступил перед имперскими сословиями с изложением своего учения. Император Карл V, однако, отказался поступиться приверженностью старой церкви и по завершении рейхстага включил в текст своего эдикта, которым утверждались решения, принятые сословиями, постановление о объявлении Лютера преступником и запрете распространения и чтения его книг. Мартин Лютер был вынужден несколько лет скрываться в Вартбургском замке под покровительством саксонского курфюрста Фридриха III, где он и начал перевод Нового Завета на немецкий язык.
Суровые меры, предписанные Вормсским эдиктом в отношении лютеран, на практике не были реализованы. Император был заинтересован в сохранении единства империи и получении поддержки имперских сословий, в том числе и симпатизирующих лютеранству, для ведения войн с Францией и турками. Шпейерский рейхстаг 1526 года фактически приостановил действие Вормсского эдикта, однако в 1529 году оно было возобновлено.
На рейхстаге 1530 года в Аугсбурге император попытался найти компромисс между конфессиями путём богословского диспута, но потерпел неудачу и был вынужден вернуться к требованию решительного исполнения Вормсского эдикта. Это не помешало, однако, дальнейшему распространению лютеранства в Германии. В 1544 году император был вынужден прекратить судебные процессы в Имперском камеральном суде против лютеран.
Окончательно Вормсский эдикт утратил силу в 1555 году с утверждением Аугсбургского религиозного мира.